# Aktientheater (Heilbronn)

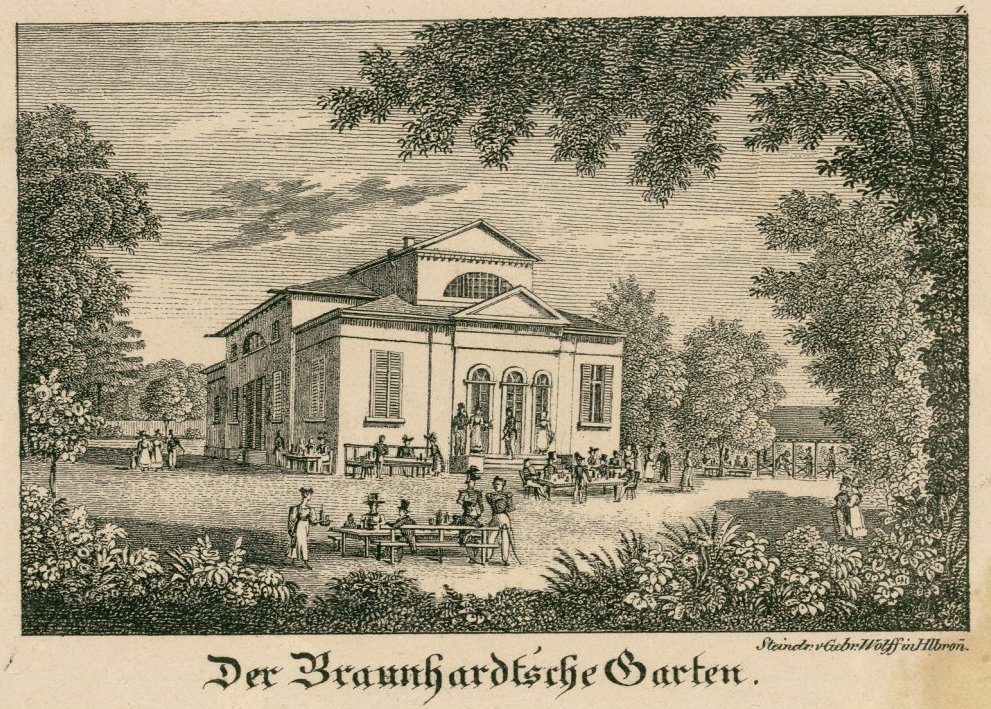
Der Gartensaal im Braunhardtschen Garten um 1829

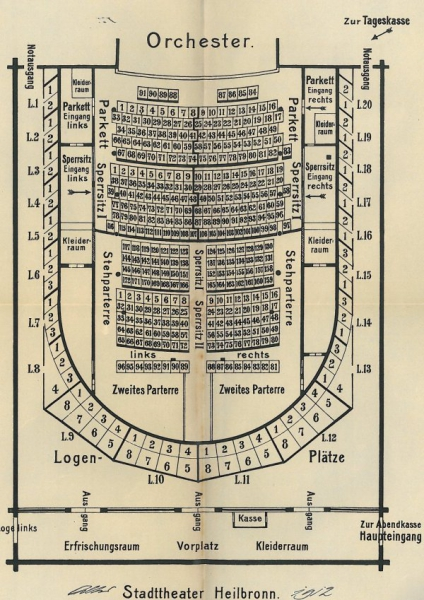
Aktien-Theater, Sitzplan

Das Aktientheater war ein Theatergebäude in Heilbronn. Das im Jahr 1817 errichtete und 1844 um einen Bühnenanbau erweiterte Gebäude war der Vorläufer des Konzert- und Kongresszentrums Harmonie. Auf das Aktientheater als kulturelle Einrichtung geht auch das Theater Heilbronn zurück, das 1913 etwas weiter nördlich eine neue Spielstätte erhielt.

## Geschichte
Im Jahr 1817 errichtete Carl Christoph Braunhardt östlich der Allee (im heutigen Stadtgarten) einen Gartensaal mit Wirtschaft, das Gebäude Nr. 1039, später Allee 30. Das Gebäude gehörte stilistisch dem Spätklassizismus an, am Übergang zum Biedermeier. Der Gesamtaufbau des Hauses war mit dem Hauptbau und den beiden Seitenschiffen der römischen Basilika nachempfunden. Der Mitteltrakt trug ein Satteldach, den Seitenschiffen waren nach vorn und hinten abgewalmte Pultdächer aufgesetzt. Die Hauptfassade des Gebäudes zeigte gen Westen. Über eine Freitreppe führen drei mit Lünettenfenstern abgeschlossene Eingänge in das Haus.
1836 wurde das Gebäude samt dem dazugehörigen großen Garten von einem Aktiengartenverein (eine gemeinsame Initiative der Stadt und der Bürgerschaft) erworben. Wenige Jahre später wurde das Gebäude durch einen Bühnenanbau zum Aktientheater umgestaltet. Im Laufe der Umbauten zog die Stadt ihre finanzielle Beteiligung zurück, die Bürger erwarben daraufhin die Aktien der Stadt.
Das Aktientheater wurde am 9. November 1844 eingeweiht. Die Stadt bezuschusste das Theater ab 1864 wieder. Aus privatem Besitz ging es 1870 an die Harmonie-Gesellschaft über, die 1876 ein neues Hauptgebäude errichtete. 1905 kam das Aktientheater an die Stadt Heilbronn und wurde dadurch zum Stadttheater erhoben.
Bereits 1902 war Kritik an dem feuergefährlichen und inzwischen in die Jahre gekommenen Bau laut geworden, weswegen Oberbürgermeister Paul Göbel 1908 zu Spenden für einen Theaterneubau aufrief. Ernst Jäckh und Peter Bruckmann gründeten eine Ortsgruppe des Goethebundes, damit die Kunst ins Volk getragen wird, und unterstützten das Vorhaben mit einem weiteren Spendenaufruf im Jahr 1911. Bis 1913 entstand daraufhin weiter nördlich an der Allee das Alte Stadttheater, in dem künftig der Theaterbetrieb stattfand. Die älteren Gebäude im Stadtgarten wurden durch den Luftangriff vom 4. Dezember 1944 zerstört.

## Bilder

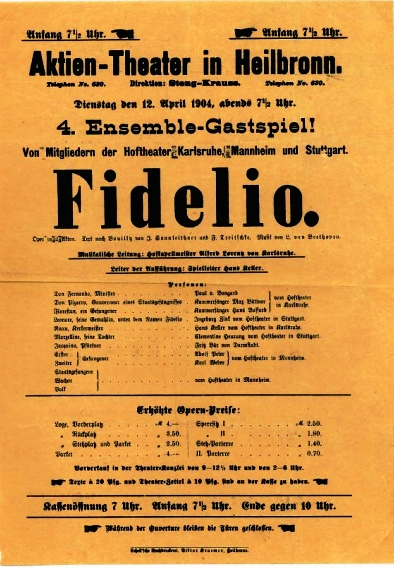
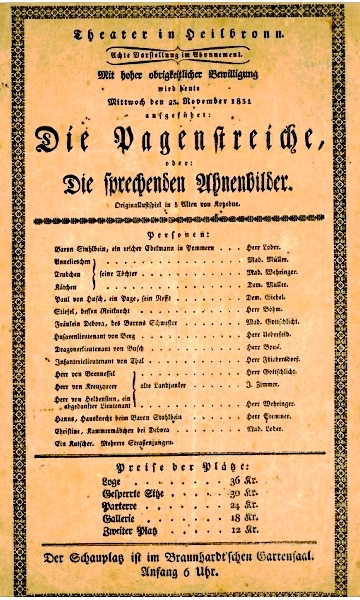
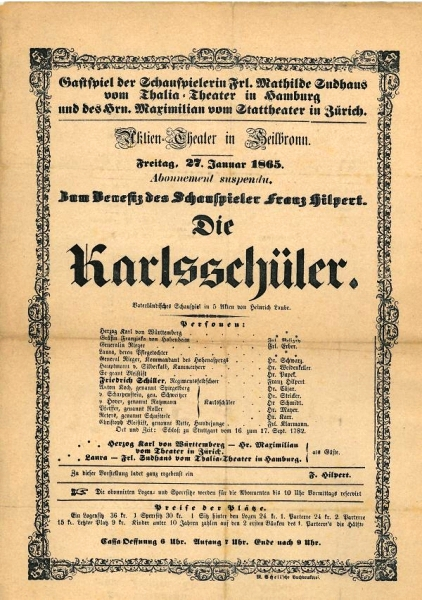
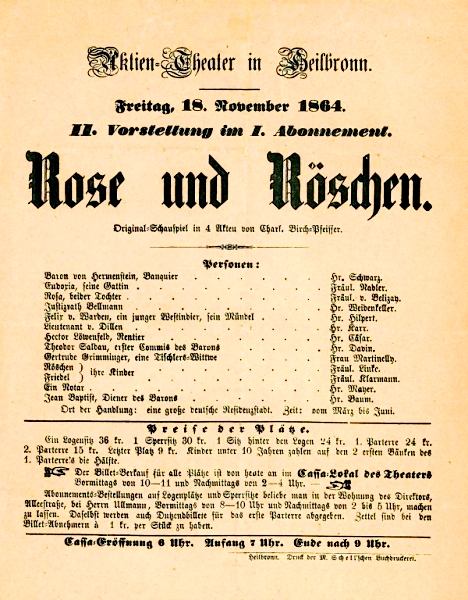
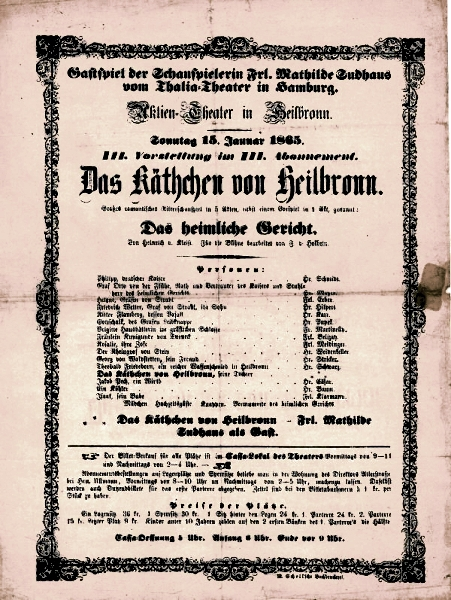
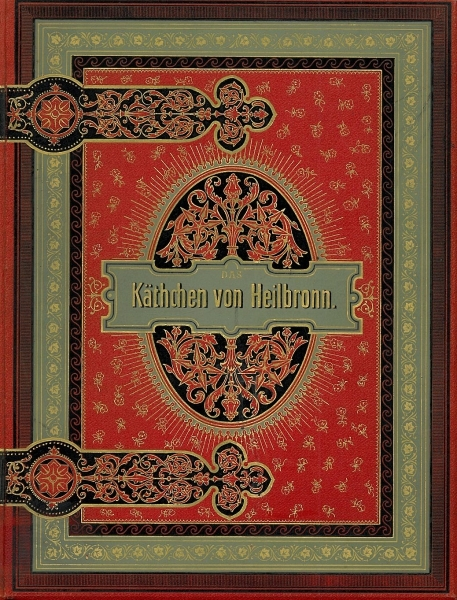